# Tán Hoàng
Tán Hoàng (chữ Hán giản thể: 赞皇县, pinyin: Zànhuáng Xiàn, âm Hán Việt: Tán Hoàng huyện) là một huyện thuộc địa cấp thị Thạch Gia Trang, tỉnh, Hà Bắc, Cộng hòa Nhân dân Trung Hoa. Huyện này có diện tích 849 ki-lô-mét vuông, dân số năm 2003 là 390.000 người. Mã số bưu chính là 051230 Về mặt hành chính, quận này được chia ra 2 trấn và 9 hương.
- Trấn: Tán Hoàng, Viện Đầu.
- Hương: Nam Hình Quách, Nam Thanh Hà, Tây Dương Trạch, Hoàng Bắc Bình, Hứa Đình, Chướng Thạch Nham, Trương Lăng, Tây Long Môn, Thổ Môn.